# NGC 3766

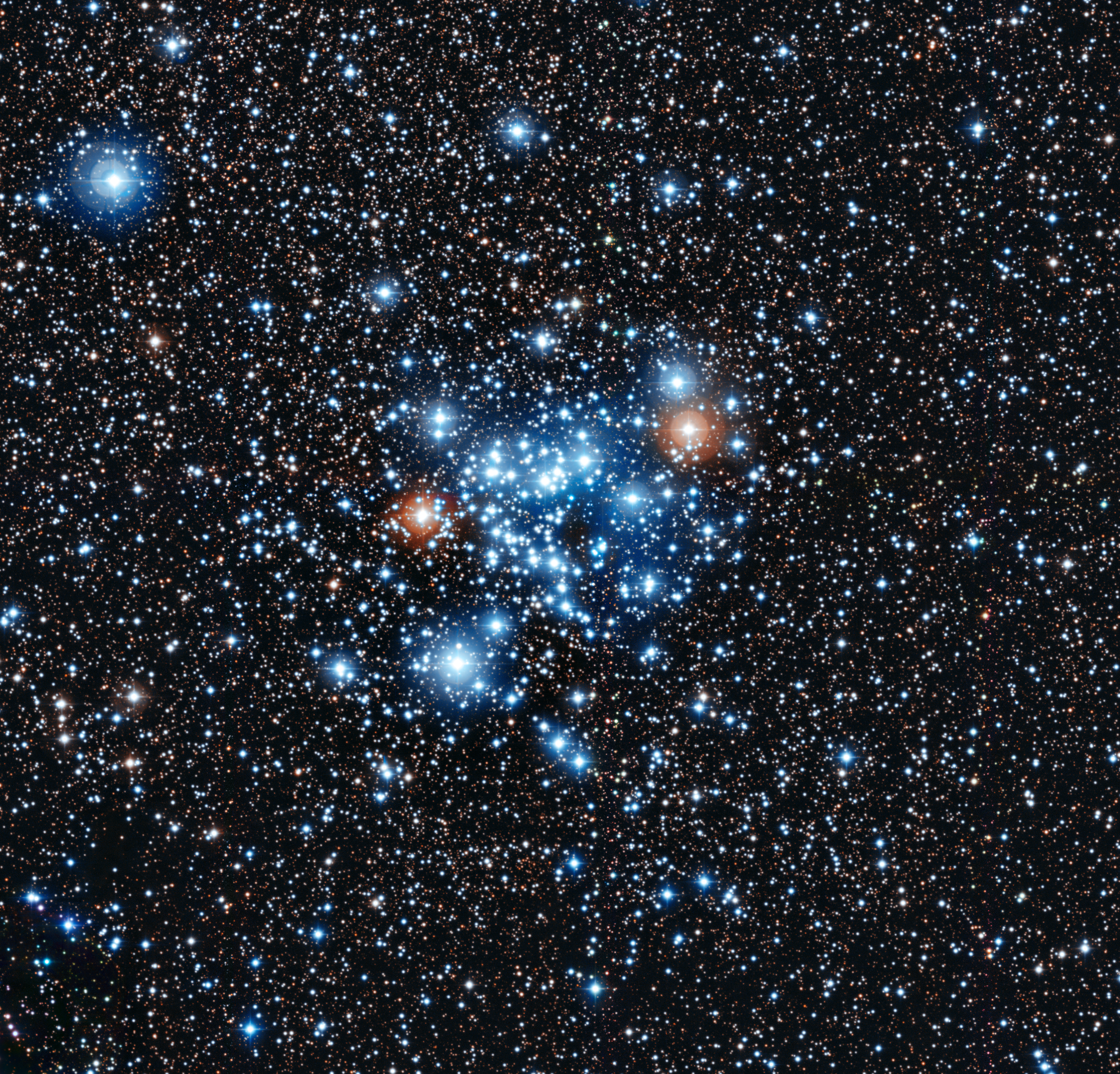
L'amas ouvert NGC 3766 prise par le télescope suisse de 1,2 mètre Leonhard-Euler de l'observatoire de Genève situé à l'observatoire de La Silla.

NGC 3766 (appelée aussi Caldwell 97) est un très jeune amas ouvert situé dans la constellation du Centaure. Il a été découvert par l'astronome français Nicolas-Louis de Lacaille en 1751.
Selon la classification des amas ouverts de Robert Trumpler, cet amas renferme moins de 50 étoiles (lettre p) dont la concentration est forte (I) et dont les magnitudes se répartissent sur un petit intervalle (le chiffre 1). Toutefois, selon le catalogue Lynga, la répartition des magnitudes des étoiles de NGC 3766 est grande (3) et l'amas contient plus de 100 étoiles (r). Lynga indique aussi que l'amas renferme 100 membres.

## Observation
Avec une magnitude visuelle de 5,3, l'amas est à peine visible à l'œuil nu depuis un endroit sombre. On peut facilement l'observer avec de petites jumelles.

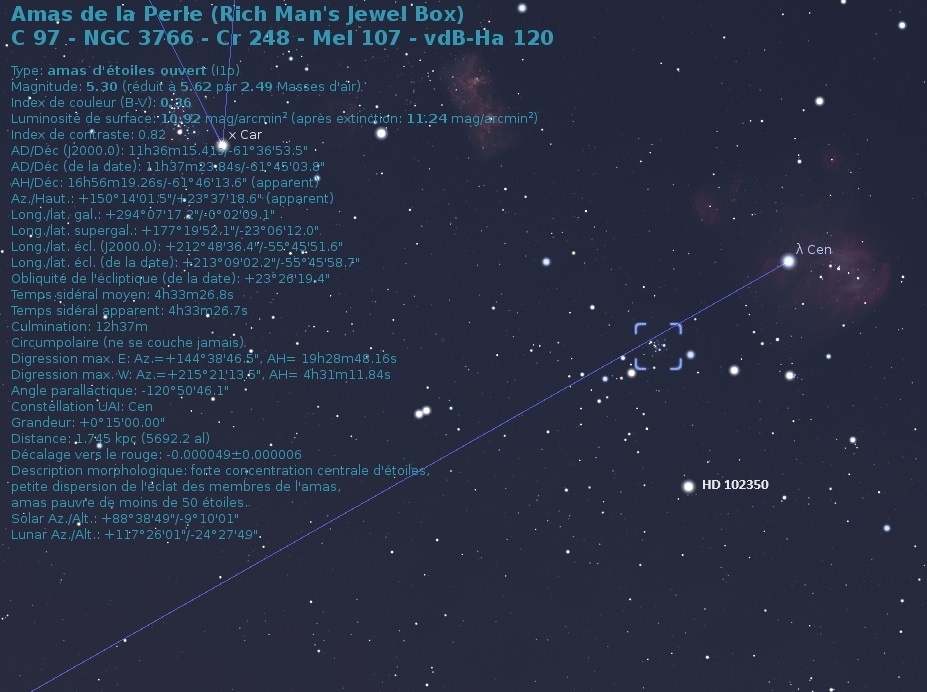
Localisation de NGC 3766 dans la constellation de Scorpion. (Stellarium)

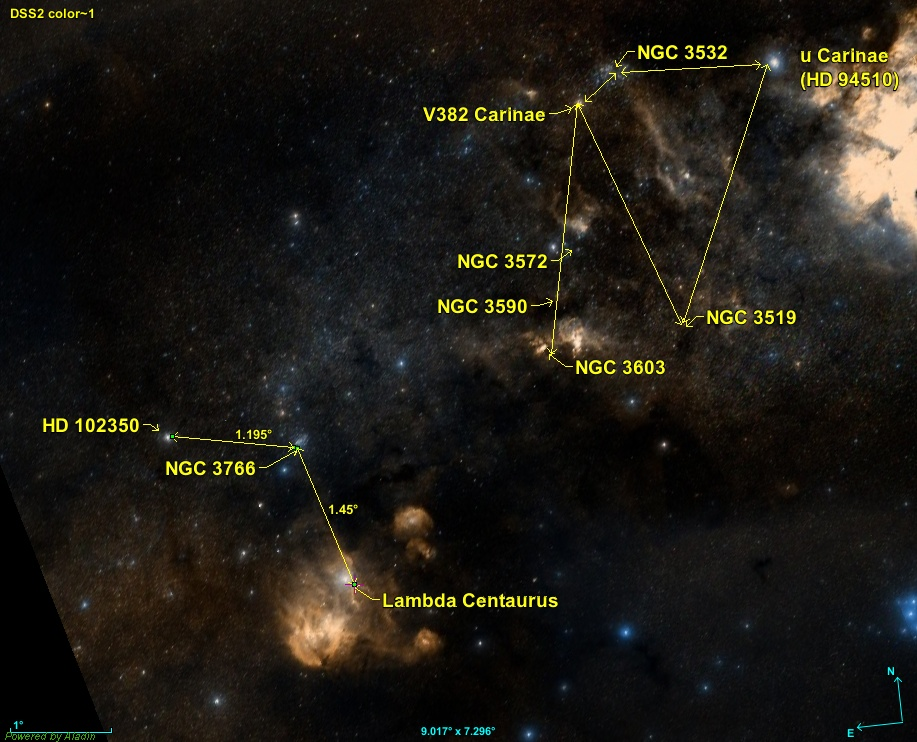
Position de NGC 3766 par rapport à deux étoiles.

NGC 3766 est situé à environ 1,6 degré au nord-est Lambda Centauri et à 1,2 degré au sud-ouest de HD 102350 . Les amas ouverts NGC 3519, NGC 3532, NGC 3572, NGC 3590 et NGC 3603 se trouvent dans la même région du ciel.

## Caractéristiques

### Distance
La parallaxe moyenne des étoiles de l'amas a été obtenue des mesures effectuées par le satellite Gaia. Six valeurs semblables publiées dans de récents articles (2018 à 2021) sont indiquées sur la base de données Simbad : 0,460 ± 0,035 mas, 0,481 ± 0,027 0 mas, 0,459 ± 0,043 mas, 0,459 ± 0,042 mas, 0,459 ± 0,002 mas et 0,459 ± 0,042 mas. La moyenne de ces valeurs et de leur incertitude est égale à 0,462 8 ± 0,029 8, ce qui correspond à une distance de 2 161+149
−131 pc.

### Vitesse
Six valeurs de la vitesse radiale sont indiquées sur Simbad, soit −16,18 ± 0,59 km/s, −16,489 ± 0,269 km/s, −14,80 ± 1,72 km/s, −16,489 ± 0,269 km/s, −17,35 ± 0,94 km/s et −15,60 ± 0,7 km/s. La moyenne de ces valeurs et de leur incertitude est égale à −16,15 ± 0,75 km/s.

### Taille
Selon les sources la taille de l'amas est de 13,9', ou de 15'. Le logiciel Aladin possède un outil qui permet de mesurer la distance angulaire. On obtient pour la région où sont concentrées les jeunes étoiles bleues une valeur nettement supérieure à 10'. La valeur de 6,9' indiquée sur Skylive semble donc erronée.
Grâce à un calcul simple, on peut trouver la taille réelle de l'amas. En utilisant la plus grande taille apparente (15') et la plus grande distance, on obtient la taille réelle maximale soit 32,86 al. De même, en utilisant la plus petite taille apparente (13,9') et la plus petite distance, on obtient la plus petite taille réelle, soit 26,77 al. De ces deux valeurs, on déduit que la taille de l'amas est égale à 29,8 ± 3,1 al.

### Mouvement propre
Simbad indique huit couples de valeurs pour le mouvement propre de l'amas, dont six provenant d'articles publiés entre 2018 et 2021 sont très semblables. Les deux autres provenant d'articles publiés en 2014 et 2017 sont très différents. Les valeurs de ces six couples en ascension droite et en déclinaison sont :
- −6,733 ± 0,017 mas/an et 1,010 ± 0,009 mas/an[9]
- −6,732 ± 0,105 mas/an et 0,996 ± 0,105 mas/an[11]
- −6,736 ± 0,112 mas/an et 0,964 ± 0,126 mas/an[10]
- −6,731 ± 0,111 mas/an et 0,961 ± 0,119 mas/an[12]
- −6,731 ± 0,004 mas/an et 0,961 ± 0,005 mas/an[7]
- −6,731 ± 0,111 mas/an et 0,961 ± 0,119 mas/an[13]

La moyenne du mouvement propre et de leur incertitude obtenue de ces six couples en ascension droite et en déclinaison est égale à −6,732 ± 0,364 mas/an et 0,995 ± 0,077 mas/an.
Les deux autres couples sont passablement différents et imprécis. Ils proviennent d'articles moins récents (2014 et 2017). Ces deux couples sont :
- −4,97 ± 3,11 mas/an et −3,44 ± 3,22 mas/an[15]
- −7,210 ± 0,340 mas/an et 1,330 ± 0,350 mas/an[18]

## Les étoiles de NGC 3766
Comme le montre l'image prise à l'observatoire de la Silla, cet amas est surtout constitué de jeunes étoiles bleues. Plusieurs étoiles sont répertoriées sur le site de WEBDA, mais beaucoup ne sont probablement pas membres de l'amas. L'amas renferme onze étoiles de type Be, deux supergéantes rouges, quatre étoiles de type Ap. Selon Llorente et Morales-Durán, NGC 3766 renferme au moins une étoile traînarde bleue, mais Lynga indique qu'il y en a quatre.
On a découvert 36 étoiles variables d'un type inhabituel dans cet amas. Ces étoiles à pulsation rapide voient leur magnitude apparente varier que de quelques centièmes avec des périodes inférieures à une demi-journée. Ce sont des étoiles de la séquence principale plus chaudes que les étoiles variables de type Delta Scuti et plus froides que les étoiles de type B à pulsation lente. Ces étoiles sont donc d'une nouvelle classe variable jusqu'alors inconnue.

### Parallaxe et distance

#### Le catalogue EDR3 et les étoiles de NGC 3766
Avant le satellite Gaia, la parallaxe des étoiles était mesurée avec des télescopes terrestres ou avec des satellites en orbite près de notre planète. Or, la détermination de la parallaxe implique deux mesures de la position d'une étoile à deux endroits différents. Pour la Terre, ces mesures étaient effectuées à six mois d'intervalle, la distance entre la position de la Terre à ces deux moments est la base utilisée pour le triangle servant à déterminer la parallaxe annuelle d'une étoile, soit 299 000 km pour obtenir l'angle au milliseconces d'arc, un nombre petit qui est de plus en plus imprécis pour les étoiles lointaines. Depuis le début de la mission du satellite Gais en 2013, la précision de cette mesure s'est grandement améliorée. Gaia est en orbite autour du Soleil sur une orbite de Lissajous qui l'approche à 263 000 km du Soleil et qui l'en éloigne à 707 000 km, pour une base de 970 000 km, 3,25 fois plus grande que celle de la Terre. La publication du catalogue Gaia DR3 le 3 décembre 2020 a été réalisé à partir de données collectées par Gaia durant 34 mois. Les valeurs de la parallaxe des étoiles apparaissant sur Simbad viennent presque toutes d'articles utilisant de cette publication. 
En utilisant la base de données Simbad, on peut accéder aux propriétés de certaines étoiles situées dans les environs de NGC 3766 en cliquant sur le bouton children. NGC 3766 renferme 2897 étoiles (les «children») et 3880 liens bibliographiques. En cliquant sur la désignation de l'étoile, on atteint la page de Simbad qui résume ses propriétés. Cependant, plusieurs étoiles appararaissent à plus d'une reprises, ce qui explique le nombre de liens supérieurs au nombre d'étoiles, en réalité il y a 507 étoiles différentes de répertoriées dont la probabilité d'appartenir à l'amas est égale ou supérieure à 90%. De ce nombre, la parallaxe de 69 étoiles est inconnue et les données de trois autres sont incohérentes. par exemple la parallaxe de l'étoile [YSS2013] 1517  est égale à 0,094 5 ± 0,159 7 mas. La distance et le mouvement propre de l'amas ont donc été calculés en utilisant les données de 435 étoiles. 

#### Distance
La moyenne de la parallaxe des 435 étoiles mentionnées ci-haut est égale à 0,457 7 ± 0,097 7 mas où l'incertitude est l'écart type des valeurs. Cette parallaxe correspond à une distance de 2 185+593
−384 Mpc. On peut cependant caculer cette distance de deux autres façons. Premièrement, il suffit de prendre la moyenne des distances de chacune des galaxies calculées avec leur parallaxe. Cela donne 2 320 ± 734 Mpc (∼7,57 milliards d'al) ou la valeur de 42 pc est l'écart type des distances des 435 étoiles. Deuxièment, on peut aussi utiliser la moyenne des écarts positifs et négatifs de chacune des distance. Cela donne 2 320 +209
-155Mpc. Ces trois façons donnent des valeurs très semblables et compatibles à celles de la section «Caractéristiques»; «Distance», on remarque cependant que l'incertitude est plus élevée.

#### Mouvement propre
La moyenne et l'écart type du mouvement propre des 435 étoiles en ascension droite et en déclinaison sont respectivement égaux à −6,846 ± 1,077 mas/an et 1,116 ± 0,635 mas/an. Ces deux valeurs sont comparables à celles indiquées précédemment, mais leur incertitude est nettement plus grande.

#### Étoiles particulières
Des 435 étoiles mentionnées plus haut, il y en a 39 dont le type spectral et/ou certaines caractéristiques particulières sont indiqués par Simbad. Le tableau ci-dessous résume les caractéristiques de ces étoiles. Le tableau ci-dessous résume les caractéristiques de ces étoiles. Si supérieure à un, le chifre entre parenthèse indique le nombre de publications qui assignent la probabilité indiquée.   
| Nom                          | α                | δ                 | type    | P (mas)         | d (pc)          | μα* (mas/an) | μδ* (mas/an) | Probabilité | mV     | Rem  |
| ---------------------------- | ---------------- | ----------------- | ------- | --------------- | --------------- | ------------ | ------------ | ----------- | ------ | ---- |
| CPD-60 3091                  | 11h 35m 41,3235s | -61° 36′ 56,1909″ | B       | 0,4905 ± 0,0194 | 2039+84 -78     | -6,771       | 1,187        | 95          | 10,511 |      |
| V* V910 Cen                  | 11h 35m 44,9539s | -61° 34′ 41,0280″ | M0Ib    | 0,4375 ± 0,0173 | 2286+94 -87     | -6,771       | 1,047        | 100         | 6,859  | Sr   |
| HD 306785                    | 11h 35m 48,5750s | -61° 29′ 19,1870″ | B3      | 0,4859 ± 0,0208 | 2058+92 -84     | -6,715       | 1,070        | 97          | 9,663  |      |
| HD 306794                    | 11h 36m 04,5017s | -61° 35′ 22,7446″ | OB      | 0,4987 ± 0,0297 | 2005+127 -113   | -6,711       | 1,071        | 100(3)      | 8,11   |      |
| CPD-60 3133                  | 11h 36m 14,0477s | -61° 37′ 35,6846″ | B2      | 0,5824 ± 0,0777 | 1717+264 -206   | -6,028       | 1,098        | 95 94)      | 9,885  | Vp   |
| CPD-60 3135                  | 11h 36m 15,7738s | -61° 36′ 08,1504″ | B       | 0,5291 ± 0,0772 | 1890+299 -227   | -6,064       | 0,794        | 95          | 11,070 |      |
| CPD-60 3143                  | 11h 36m 21,0124s | -61° 36′ 58,4249″ | B1.5V   | 0,4829 ± 0,0232 | 2071+105 -95    | -6,906       | 0,976        | 98(2) 90    | 10,196 |      |
| CPD-60 3144                  | 11h 36m 21,9357s | -61° 37′ 28,4684″ | B       | 0,4929 ± 0,0159 | 2029+68 -63     | -6,791       | 1,107        | 98 90(3     | 10,836 | Be   |
| HD 100943                    | 11h 36m 28,3718s | -61° 39′ 54,5148″ | B1Iab/b | 0,4618 ± 0,0195 | 2165+95 -88     | -4,719       | 0,947        | 90          | 6,655  | Sb   |
| HD 306791                    | 11h 36m 31,5551s | -61° 34′ 25,7340″ | B4III   | 0,4804 ± 0,0205 | 2082+93 -85     | -6,569       | 0,846        | 92 90       | 8,429  | Be   |
| HD 306799                    | 11h 36m 34,8400s | -61° 36′ 35,1898″ | M0Ib    | 0,4961 ± 0,0167 | 2300+110 -101   | -6,765       | 0,909        | 92 90       | 7,520  | Sr   |
| CPD-60 3164                  | 11h 36m 38,3981s | -61° 34′ 10,5895″ | B       | 0,4347 ± 0,0199 | 2300+110 -101   | -6,769       | 1,244        | 93          | 11,385 |      |
| CPD-60 3167                  | 11h 36m 40,4400s | -61° 34′ 22,8111″ | B       | 0,4759 ± 0,0188 | 2101+86 -80     | -7,232       | 0,728        | 93          | 11,467 |      |
| HD 100969                    | 11h 36m 41,8918s | -61° 31′ 37,3933″ | B2/5    | 0,5004 ± 0,0295 | 1998+125 -111   | -6,642       | 1,461        | 96          | 9,055  |      |
| HD 306800                    | 11h 37m 10,9346s | -61° 39′ 22,6620″ | B9      | 0,4837 ± 0,0164 | 2067+73 -68     | -6,841       | 1,014        | 100(3)      | 10,909 |      |
| HD 306657                    | 11h 35m 15,1706s | -61° 41′ 59,5518″ | B2Ve    | 0,5162 ± 0,0283 | 1937+112 -101   | -6,848       | 1,017        | 100(3)      | 10,299 | Be   |
| HD 306797                    | 11h 36m 05,4841s | -61° 42′ 06,0588″ | B5IIe   | 0,4718 ± 0,0198 | 2120+93 -85     | -6,829       | 1,106        | 90(3)       | 9,78   | Be   |
| HD 306790                    | 11h 37m 06,0402s | -61° 31′ 55,5489″ | A       | 0,491 ± 0,0198  | 2387+129 -116   | -5,977       | 0,210        | 96          | 11,181 |      |
| HD 306781                    | 11h 36m 45,2304s | -61° 23′ 27,8377″ | A0      | 0,4491 ± 0,0174 | 2227+90 -83     | -6,661       | 1,100        | 91          | 15,330 |      |
| HD 306783                    | 11h 35m 27,3422s | -61° 26′ 14,0868″ | B9      | 0,5851 ± 0,0198 | 1709+60 -56     | -6,051       | 0,977        | 93          | 11,224 |      |
| CPD-60 3098                  | 11h 35m 52,2496s | -61° 38′ 07,5386″ | B2V     | 0,4842 ± 0,0228 | 2065+102 -93    | -6,880       | 1,125        | 97          | 9,591  |      |
| NGC 3766 45                  | 11h 36m 32,0977s | -61° 36′ 25,9698″ | B       | 0,4296 ± 0,0189 | 2328+107 -98    | -6,775       | 1,038        | 99 90(2)    | 11,604 |      |
| Cl* NGC 3766 MG 118          | 11h 36m 33,0853s | -61° 37′ 14,4781″ | B       | 0,4328 ± 0,0167 | 2311+93 -86     | -6,474       | 1,023        | 98          | 12,020 |      |
| Cl* NGC 3766 MG 155          | 11h 36m 46,0054s | -61° 38′ 37,7668″ | B       | 0,4264 ± 0,0155 | 2345+88 -82     | -6,810       | 1,004        | 100(4)      | 12,388 |      |
| NGC 3766 233                 | 11h 36m 29,9173s | -61° 39′ 47,1626″ | B       | 0,4865 ± 0,0193 | 2055+85 -78     | -6,627       | 0,757        | 93          | 12,433 |      |
| NGC 3766 218                 | 11h 36m 36,0233s | -61° 39′ 57,9480″ | B       | 0,4062 ± 0,0171 | 2462+108 -99    | -6,782       | 1,04         | 90(2)       | 11,851 |      |
| NGC 3766 253                 | 11h 35m 50,8001s | -61° 41′ 56,5055″ | B       | 0,4062 ± 0,0171 | 2462+108 -99    | -6,682       | 1,021        | 93 90(2)    | 12,045 |      |
| [YSS2013] 1051               | 11h 37m 05,8157s | -61° 37′ 17,7314″ |         | 0,4334 ± 0,0169 | 2307+94 -37     | -6,775       | 1,497        | 93 90(2)    | 12,045 | Vp   |
| [YSS2013] 1074               | 11h 36m 42,0939s | -61° 37′ 05,1617″ |         | 0,7079 ± 0,2316 | 1413+687 -348   | -5,523       | 5,317        | 93 90(2)    | 13,484 | CNb  |
| [YSS2013] 1315               | 11h 35m 31,2745s | -61° 34′ 10,8187″ |         | 0,525 ± 0,0185  | 1905+70 -65     | -5,843       | 1,062        | 93 90(2)    | 14,822 | BinE |
| [YSS2013] 1682               | 11h 35m 49,7911s | -61° 30′ 30,2404″ |         | 0,4856 ± 0,0156 | 2059+68 -64     | -6,759       | 0,951        | 100(3)      | 14,173 | BinE |
| [YSS2013] 1857               | 11h 35m 53,8619s | -61° 28′ 37,3407″ |         | 0,4685 ± 0,0166 | 2134+78 -73     | -6,503       | 1,056        | 92          | 12,685 | Vp   |
| [YSS2013] 1900               | 11h 36m 22,7364s | -61° 28′ 05,7417″ |         | 0,1429 ± 0,0562 | 6998+4536 -1975 | -8,242       | 2,185        | 94          | 17,500 | BinE |
| [YSS2013] 2348               | 11h 36m 43,6434s | -61° 23′ 31,3975″ |         | 0,5139 ± 0,0128 | 1946+50 -47     | -10,267      | 2,325        | 94          | 13,776 | BinE |
| [YSS2013] 865                | 11h 35m 22,2939s | -61° 38′ 59,6350″ |         | 0,4254 ± 0,0186 | 2351+107 -97    | -7,976       | 3,019        | 92          | 14,731 | BinE |
| [MBS2013] 545                | 11h 36m 07,9266s | -61° 41′ 25,1872″ |         | 0,4972 ± 0,0236 | 2011+100 -91    | -6,748       | 0,972        | 90(2)       | 15,209 | BinE |
| GES J11361192-6134238        | 11h 36m 11,9168s | -61° 34′ 23,8361″ |         | 0,4754 ± 0,0228 | 2009+106 -96    | -6,786       | 1,128        | 100(3)      | 12,955 | V    |
| Gaia DR2 5334201329850817536 | 11h 35m 26,8406s | -61° 49′ 39,3506″ |         | 0,4639 ± 0,0211 | 2156+103 -94    | -6,749       | 1,018        | 100(3)      |        | GDV  |
| NGC 3766 213                 | 11h 36m 48,6361s | -61° 40′ 10,1446″ | B       | 0,443 ± 0,0183  | 2257+97 -90     | -6,807       | 1,097        | 100(3)      | 11.890 |      |

- Sr = Supergéante rouge
- Vp = Variable pulsante
- Be = Étoile Be
- Sb = Supergéante bleue
- CNb = Candidate au titre de sous-naine chaude
- BinE = Binaire à éclipses
- V = Étoile variable
- GDV = Variable Gamma Doradus

Ce tableau nous indque que l'amas renferme au moins deux étoiles de type spectral A, 22 de type spectral B dont quatre étoiles Be, deux de type spectral O et une de type OB. L'amas renferme une étoile variable de type Gamma Doradus, une candidate au titre d'étoile sous-naine chaude, trois variables pulsantes, une supergéante bleue, deux supergéantes rouges et une étoile variable dont le type n'est pas précisé.